# Youth Novels
Youth Novels – pierwszy album szwedzkiej wokalistki Lykke Li. Został wydany w 2008 roku.

## Lista utworów
1. "Melodies & Desires" – 3:53
2. "Dance, Dance, Dance" – 3:41
3. "I'm Good, I'm Gone" – 3:09
4. "Let It Fall" – 2:42
5. "My Love" – 4:37
6. "Tonight" – 3:26
7. "Little Bit" – 4:34
8. "Hanging High" – 4:07
9. " This Trumpet In My Head" – 2:36
10. "Complaint Department" – 4:32
11. "Breaking It Up" – 3:41
12. "Everybody But Me" – 3:17
13. "Time Flies" – 3:21
14. "Window Blues" – 3:59